# Houthalen-Helchteren
Houthalen-Helchteren er en kommune i den belgiske provins Limburg. I kommunen finder man byområderne Houthalen-Centrum, Houthalen-Oost, Laak, Meulenberg og Lillo. Kommunens areal er på 78,27 km², og 1. januar 2010 boede der 30.126 mennesker i kommunen.
Kommunen, der ligger mellem de to floder Meuse og Schelde, havde fra engang i det 19. århundrede en stor kulmineindustri, men den er nu helt ophørt.